# Абрамович, Абрам Григорьевич
Абра́м Григо́рьевич (Ге́ршович) Абрамо́вич (21 декабря 1909 [3 января 1910] — 10 июля 1937) — советский танкист, Герой Советского Союза.

## Биография
А. Г. Абрамович родился 21 декабря 1909 года (3 января 1910) в деревне Катеринка (ныне Первомайского района Николаевской области Украины) в семье рабочего. Еврей. В 1917 году с семьёй переехал в Березовский район Одесской области. После окончания 7 классов работал на пекарне. В 1930 году переехал в Донбасс, где работал забойщиком на шахте. С 1931 года — в Одессе, такелажник судоремонтного завода.
В 1932 году призван в Красную Армию. Окончил курсы младшего комсостава. Служил механиком-водителем танка.
В 1936 добровольцем отправился в Испанию, где принял участие в Гражданской войне. В кровопролитных боях с нацистами под Гвадалахарой, командуя танковым взводом, лейтенант Абрам Абрамович неоднократно вёл разведку и добывал ценные сведения о противнике, огнём из своего танка Т-26 поддерживал наступавшую пехоту.
4 марта 1937 года во время боя, личным примером увлёк пехотинцев в атаку на врага. В результате, у противника было захвачено 4 орудия, пулемёты и винтовки. За успешное выполнение боевого задания, мужество и инициативу, Абрам Абрамович был награждён орденом Красного Знамени.
В июле интернациональная бригада была переброшена для наступления под Мадрид, удар по фашистам было решено нанести под городом Брунете. Прорвав вражескую оборону, танки и пехота в течение четырёх дней вели упорные бои, нанеся врагу значительные потери. 9 июля 1937 года, во время Брунетской операции, А. Г. Абрамович уничтожил два вражеских орудия, но уцелевшие смогли подбить его танк. От прямого попадания танк загорелся и стал плавиться. Члены экипажа боевой машины: механик-водитель А. В. Никонов и командир башни Ф. К. Ковров погибли сразу, командир танка лейтенант Абрамович скончался от полученных ран и ожогов 10 июля.
А. Г. Абрамович, вместе с членами экипажа, был с воинскими почестями похоронен в братской могиле в Брунете.

## Награды
За мужество и героизм, проявленные при выполнении воинского и интернационального долга, 3 ноября 1937 года лейтенанту Абрамовичу Абраму Григорьевичу посмертно присвоено звание Героя Советского Союза.
Награждён орденом Ленина, орденом Красного Знамени.